# MTV Sports: Snowboarding
MTV Sports: Snowboarding, parfois nommé MTV Snowboarding, est un jeu vidéo de snowboard développé par Radical Entertainment et édité par THQ sur PlayStation en 1999.
MTV Snowboarding est une simulation de Snowboard qui tranche radicalement dans le type de gameplay avec ce qui était sorti à l'époque sur Playstation, à l'opposé de jeux comme Cool Boarders qui privilégiaient un type de jeu beaucoup plus orienté arcade, MTV Snowboarding se rapproche beaucoup plus d'un Tony Hawk's Skateboarding dans la forme. 

Le jeu permet d'incarner 6 snowboarders, de faire des challenges et de créer ses propres pistes, il permet aussi de s'affronter à plusieurs.
Le jeu pourtant jugé très bon à sa sortie demeure très méconnu[réf. nécessaire].